# Mizieș, Bihor
Mizieș este un sat în comuna Drăgănești din județul Bihor, Crișana, România.

## Personalități
- Miron Romanul (nume la naștere: Miron Moise; n. 23 august 1828, România – d. 16 octombrie 1898, Sibiu, Austro-Ungaria) a fost un cleric ortodox român, care a îndeplinit demnitățile de episcop al Aradului și mitropolit al Ardealului.
- Traian Dorz (n. 25 decembrie 1914, în cătunul Râturi (azi Livada Beiușului) din comuna Mizieș, județul Bihor - d. 20 iunie 1989 Livada Beiușului) a fost un poet și deținut politic din România.

 Acest articol despre o localitate din județul Bihor este deocamdată un ciot. Puteți ajuta Wikipedia prin completarea lui.